# Гобелены из Оверхогдаля

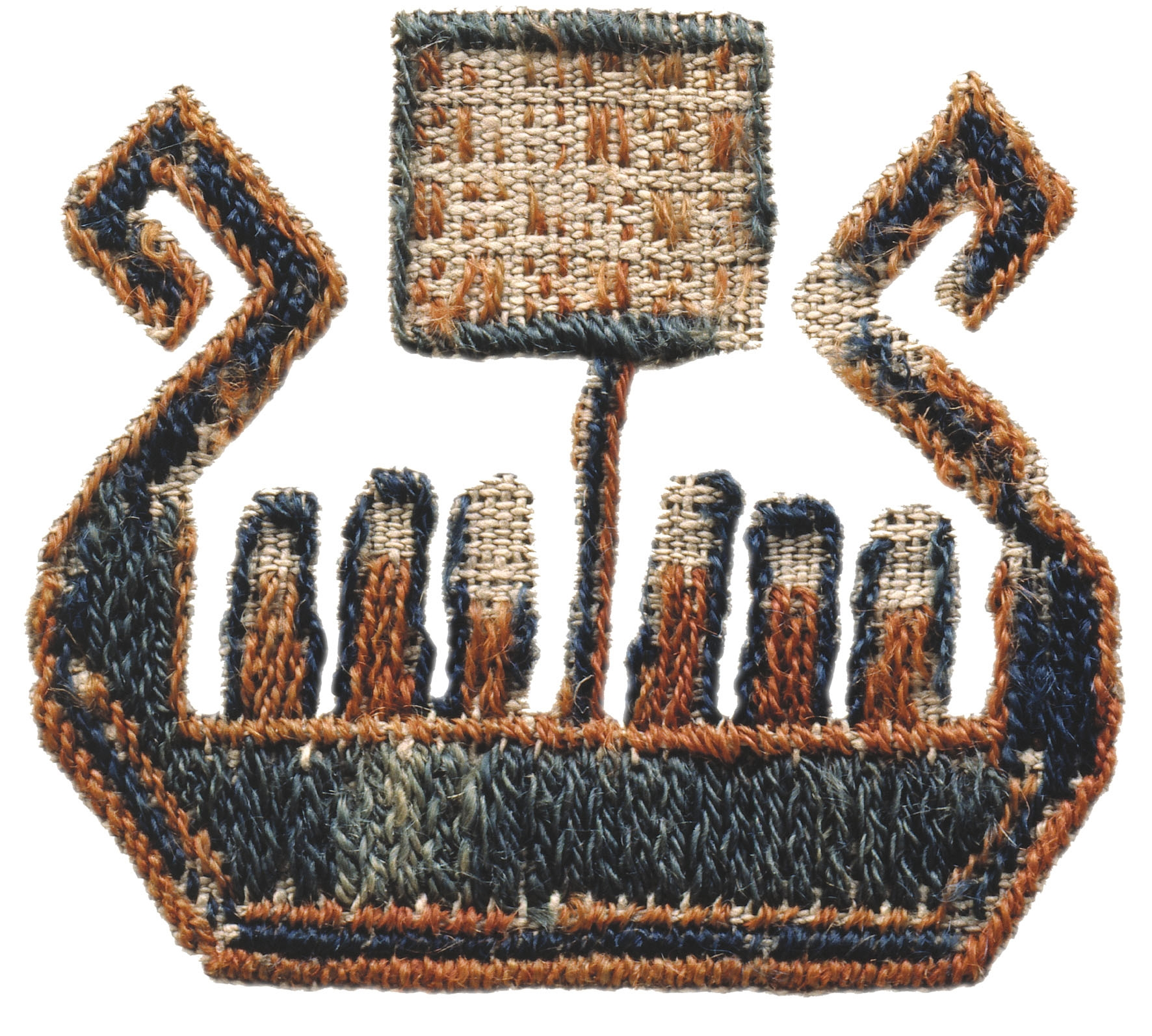
Корабль викингов

Гобелены из Оверхогдаля представляют собой группу чрезвычайно хорошо сохранившихся текстильных изделий эпохи викингов, которые были обнаружены в Оверхогдале, в Швеции.

## Обнаружение
Гобелены были найдены в ризнице церкви Оверхогдаля Йонасом Хольмом (1895—1986) в 1909 году. Гобелены были доставлены в Эстерсунд художником Полом Джонсом в 1910 году, и переданы жене губернатора округа Эллен Виден, которая была в то время самой заметной фигурой в рамках регионального движения изучения исторического наследия, и она взяла на себя всю ответственность за их дальнейшую судьбу.Первое, что она сделала, это приказала хорошенько отмыть грязные от времени вещи в подвале.
После радиоуглеродного анализа, проведённого только в 1991 году, стало известно, что гобелены были созданы между 800 и 1100 годами, в эпоху викингов.

## Описание
На них изображены как языческие по своему происхождению сюжеты, так и христианские мотивы.
Больше всего внимания заслуживает орнаментальное дерево в центре композиции — это Иггдрасиль. Также на гобеленах изображен восьминогий конь бога Одина — Слейпнир, корабль викингов, христианская церковь с крестами, всадники, над вершиной дерева раскрывший пасть зверь (Фенрир?), а также множество животных (лошадей, оленей и т.д.). Один из гобеленов полностью покрыт абстрактными символами (крестами и свастиками).